# Walther Ahrens

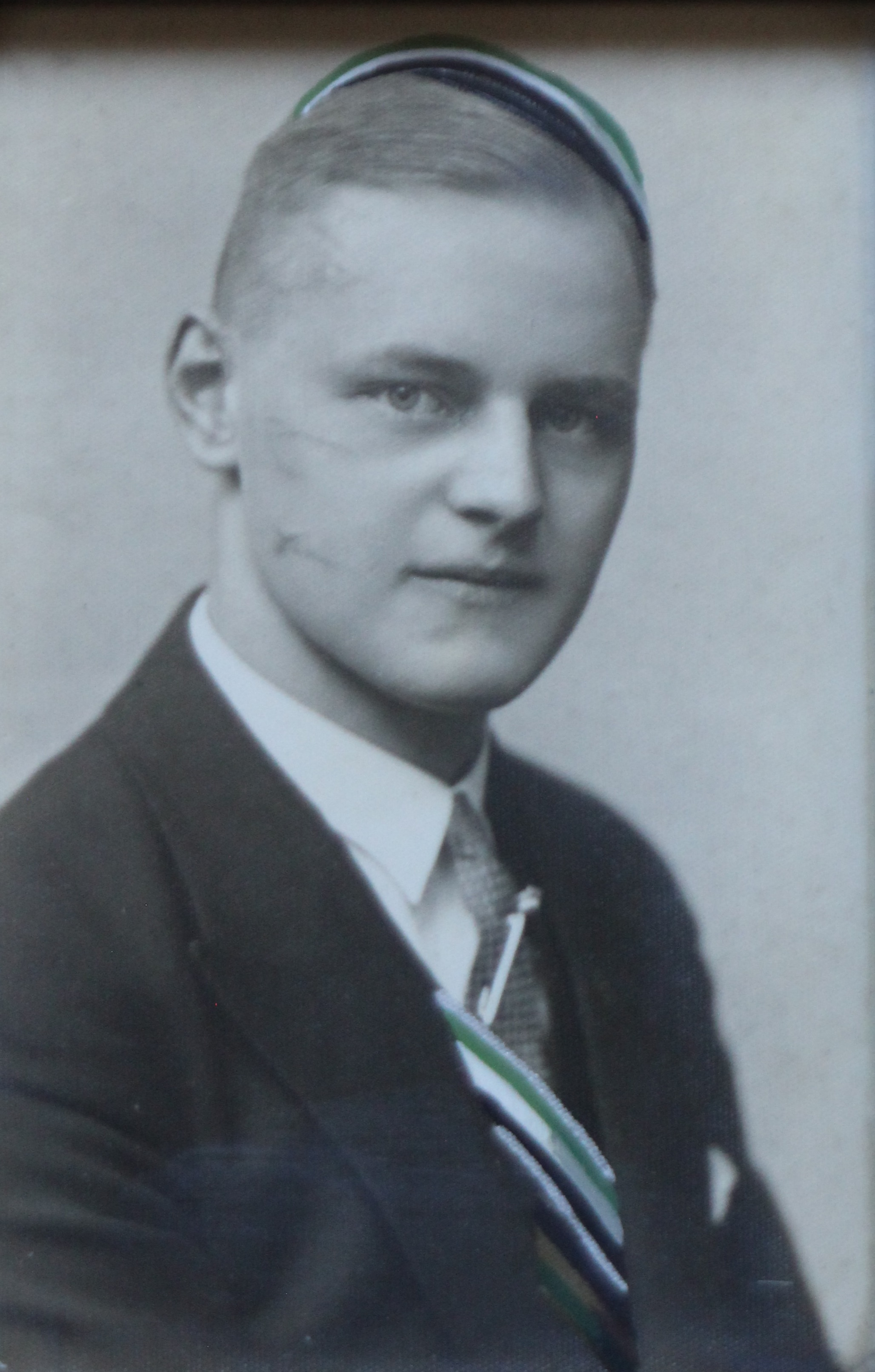
Walther Ahrens, vor 1933

Walther Christian Bernhard Friedrich Ahrens (* 31. März 1910 in Teupitz; † 8. Juli 1981 in Dresden) war ein deutscher Mikrobiologe und Hygieniker.

## Leben
Ahrens war der Sohn des Psychiaters Wilhelm Ahrens. Dieser wirkte als Direktor der Neuruppiner Landesanstalt, die er vor dem Nationalsozialismus zu bewahren versuchte. Deswegen wurde er im November 1933 entlassen, zog er nach Halle (Saale). Walther selbst wurde seit 1919 auf einem Gymnasium in Sorau vorgebildet, wo er 1930 sein Reifezeugnis erhielt. Danach begann er an der Georg-August-Universität Göttingen Medizin zu studieren. Dort wurde er im Corps Hildeso-Guestphalia Göttingen aktiv. Als Inaktiver wechselte er an die Friedrich-Alexander-Universität, wo er 1931 beim Corps Baruthia aktiv wurde, und die Universität Innsbruck. Vorübergehend wieder in Göttingen, ging er an die Schlesische Friedrich-Wilhelms-Universität und schließlich an die Martin-Luther-Universität Halle-Wittenberg. Dort bestand er 1936 seine ärztliche Prüfung. Danach führte er Praktika in Berlin sowie in Oranienburg. Anschließend wurde er approbiert und dann 1937 Assistent im Universitätsklinikum Leipzig. Seit 1938 fungierte er als Hilfsassistent am Untersuchungsamt des Hygienischen Instituts an der Universität Halle. 1939 wurde er in Halle zum Dr. med. promoviert. Damit verbunden wurde er im Untersuchungsamt zum Assistenten befördert.
Ab 1940 diente er als Gefreiter im Sanitätsdienst der Wehrmacht, in der Sanitätsersatzabteilung zu Leipzig. Am 11. Juli 1940 beantragte er die Aufnahme in die NSDAP und wurde zum 1. Oktober desselben Jahres aufgenommen (Mitgliedsnummer 8.297.755). Er wurde auch Mitglied des NSFK und der NSV. Von 1942 an arbeitete er als Oberzugführer für die Luftschutz-Sanitätsbereitschaft in Halle-Nord. Während der Zeit des Krieges erarbeitete er eine Möglichkeit, durch Trockenblut schnell Fleckfieber diagnostizieren zu können. Trotzdem gehörte er nicht den Netzwerken von Forschern der Schutzstaffel und der Wehrmacht an. Im Dezember 1945 schließlich entließ man ihn; die sowjetische Militärverwaltung ermöglichte ihm aber informell weiterzuarbeiten. 1946 habilitierte er sich für Mikrobiologie und Hygiene.
Danach wurde Ahrens zunächst Vertreter des Hygienikers Paul Schmidt (1872–1950). 1947 stieg er zum Oberassistenten, im nächsten Jahr zum Dozenten und 1951 schließlich zum Professor mit Lehrauftrag auf. Schon im folgenden Jahr aber wurde er Lehrstuhlinhaber für Hygiene sowie Direktor des Instituts für Hygiene und Mikrobiologie an der Technischen Hochschule Dresden. 1954 begann er zudem, nebenamtlich an der Medizinischen Akademie Dresden Hygiene, Mikrobiologie und Epidemiologie zu lehren. Dort stieg er 1969 zum ordentlichen Professor auf, was er bis zu seiner Emeritierung 1975 blieb. Die Direktion des Instituts für Medizinische Mikrobiologie und Epidemiologie übernahm er 1969 kommissarisch, ab 1971 bis 1975 in vollem Umfang.
Ahrens fand neue Methoden, um Epidemien zu diagnostizieren. Daneben sorgte er dafür, Erreger von epidemischen Krankheiten leichter nachweisen zu können. Dabei verwendete er als Nährboden Milchzucker, den er als Zentrifugenschlamm aus Molkereien erhielt. Außerdem fand er ein neues Desinfektionsmittel gegen  Tuberkulose-Bakterien.